# ジェローム・コーワン
ジェローム・コーワン（Jerome Cowan [ˈkaʊən]、1897年10月6日 - 1972年1月24日）は、アメリカ合衆国の俳優。ニューヨーク出身。ジェローム・カウアンとも表記される。

## 略歴
10代で旅芸人の一座に加わり、舞台俳優として活動を始めた後、第一次世界大戦に従軍する。退役後、舞台に復帰するとブロードウェイの舞台にも立つようになる。1936年の映画『市街戦』でハリウッドデビューすると、その後は映画・舞台・テレビにコンスタントに出演し、晩年まで活動を続ける。
ハリウッド・ウォーク・オブ・フェームにテレビ分野で星を持っている。

## 主な出演作品
- 美人泥棒 Penelope (1966)
- ワンマン騒動記 The Tycoon (1964 - 1965) ※テレビドラマ
- 赤い野獣 Black Zoo (1963)
- ポケット一杯の幸福 Pocketful of Miracles (1961)
- 凡ては夜に始まる All in a Night's Work (1961)
- 底抜け宇宙旅行 Visit to a Small Planet (1960)
- 犯罪シンジケート The System (1953)
- ダラス Dallas (1950)
- 情熱の狂想曲 Young Man With a Horn (1950)
- テレヴィジョンの王様 Always Leave Them Laughing (1949)
- 真夏の曲線美 The Girl from Jones Beach (1949)
- 摩天楼 The Fountainhead (1949)
- ブロンディの泥棒退治 Blondie's Secret (1948)
- 花嫁の季節 June Bride (1948)
- 恐怖の叫び Cry Wolf (1947)
- パナマ・ギャング戦争 Riff-Raff (1947)
- 三十四丁目の奇蹟 Miracle on 34th Street (1947) ※トーマス・マーラ検事
- タイムリミット25時 Deadline at Dawn (1946)
- 愛の終焉 Mr. Skeffington (1944)
- 聖処女 The Song of Bernadette (1943)
- 凸凹探偵の巻 Who Done It? (1942)
- 夜霧の港 Moontide (1942)
- マルタの鷹 The Maltese Falcon (1941)
- 我が道は遠けれど One Foot in Heaven (1941)
- 偉大な嘘 The Great Lie (1941)
- ハイ・シエラ High Sierra (1941)
- 栄光の都 City for Conquest (1940)
- 熱帯 Torrid Zone (1940)
- オペレッタの王様 The Great Victor Herbert (1939)
- 歌は星空 East Side of Heaven (1939)
- 暗黒街に明日はない The Saint Strikes Back (1939)
- セントルイス・ブルース St. Louis Blues (1939)
- 奥さんは嘘つき There's Always A Woman (1938)
- ハリケーン The Hurricane (1937)
- ファッション・タイム Vogues of 1938 (1937)
- 新人豪華版 New Faces of 1937 (1937)
- 踊らん哉 Shall We Dance (1937)
- 暗黒街の弾痕 You Only Live Once (1937)
- 市街戦 Beloved Enemy (1936)